# Charbrowski Bór
Charbrowski Bór (kaszb. Bór, niem. Heide) – kolonia w Polsce położona w województwie pomorskim, w powiecie lęborskim, w gminie Wicko. Wieś jest częścią składową sołectwa Charbrowo.
W latach 1975–1998 miejscowość administracyjnie należała do województwa słupskiego.